# Meinhard (Vorname)
Meinhard ist ein männlicher Vorname.

## Herkunft und Bedeutung
Der Name Meinhard setzt sich aus den beiden Elementen megin „Kraft, Stärke“ und hard „Härte“ zusammen.

## Namenstag
Namenstag ist der 14. August nach dem Heiligen Meinhard von Segeberg (Meinhard von Livland; * um 1130 / 1140; † 1196), erster Bischof von Livland in Uexküll. Gedenktag katholisch: 11. Oktober.
Namenstag ist der 26. September nach dem Heiligen Meinhard (auch Meginhard, Meginherus, Meginhardus) von Hersfeld (Meinhard von Hersfeld; † 26. September 1059 in Hersfeld, dem heutigen Bad Hersfeld in Hessen). Gedenktag katholisch: 26. September.

## Namensträger
Mittelalter:
- mehrere Grafen von Görz-Tirol und deren Verwandte, siehe Meinhardiner
- Meinhard (auch: Menhart; † 1134), Prager Bischof
- Meinhard von Bamberg († 1088), Gelehrter und Domschulmeister
- Meinhard von Kranichfeld (* um 1200; † 1253), Bischof des Bistums Halberstadt
- Meinhard von Neuhaus (um 1329–nach 1377), böhmischer Kanoniker und Bischof von Trient
- Meinhard von Neuhaus (1398–1449), böhmischer Oberstburggraf
- Meinhard von Querfurt (* vor 1240; † zw. 21. Dezember 1298 und 11. Januar 1302), Ritter des Deutschen Ordens und Landmeister von Preußen
- Meinhard von Segeberg (* um 1130 bis 1140; † 1196), erster Bischof von Livland
- Meinhard Tröstel (* nach 1200, † 1264), Ministeriale des letzten Babenbergers Friedrich II. des Streitbaren

Neuzeit:
- Meinhard Adler (1937–2024), deutscher Neurowissenschaftler und Autor
- Meinhard Classen (1936–2019), deutscher Internist (Gastroenterologie und Endoskopie)
- Meinhard Erlacher (* 1982), italienischer Snowboarder
- Meinhard von Gerkan (1935–2022), deutscher Architekt
- Meinhard Hemp (* 1942), deutscher Fußballspieler und -trainer
- Meinhard Jacoby (1873–1956), deutscher Maler, Bildhauer, Medailleur, Grafiker und Kunstgewerbler
- Meinhard Lukas (* 1970), österreichischer Professor für Zivilrecht
- Meinhard Miegel (* 1939), deutscher Sozialwissenschaftler und Publizist
- Meinhard Michael Moser (1924–2002), österreichischer Mykologe und Forstwissenschaftler
- Meinhard Nehmer (* 1941), deutscher Leichtathlet, Bobpilot und Bobtrainer
- Meinhard von Pfaundler (eigtl. Meinhard Pfaundler von Hadermur, 1872–1947), österreichisch-deutscher Pädiater
- Meinhard Rüdenauer (* 1941), österreichischer Komponist, Autor, Kulturjournalist und Kulturveranstalter
- Meinhard von Schomberg (1641–1719), deutsch-französischer General
- Meinhard von Schönberg (1530–1596), kurpfälzischer Feldmarschall und Amtmann zu Bacharach
- Meinhard Schuster (1930–2021), deutsch-schweizerischer Ethnologe
- Meinhard Starostik (1949–2018), deutscher Rechtsanwalt und Richter
- Meinhard Tenné (1923–2015), deutsch-israelischer Repräsentant des Judentums
- Meinhard Uentz (1938–2021), deutscher Fußballspieler
- Meinhard Zanger (* 1955), deutscher Regisseur, Schauspieler und Intendant